# 犬飼淳
犬飼 淳（いぬかい じゅん、1985年 - ）は、日本のジャーナリスト。2018年から国会答弁を中心に政治に関する論考を発表している。2021年から「犬飼淳のニュースレター」を開始し「大手メディアが報じない読み応えのある検証記事」を配信しているとしている。
情報配信サービスのnoteや、2018年8月から2021年3月までハーバー・ビジネス・オンラインに寄稿していたが、2021年5月以降メディア運営サービス「The Letter」で主に政治に関する記事を発信している。
2018年5月当時の内閣総理大臣・安倍晋三の答弁に対して、「信号無視話法」として、論点のすり替えや質問に無関係な回答などを可視化する活動を行なっている。
2023年の国立大学法人法改正についての論考や、国立大学の学費値上げ問題など、文教政策に関する情報発信も行なっている。